# پنشاو (استرالیای جنوبی)
پنشاو (به انگلیسی: Penneshaw) یک شهرک در استرالیا است که در استرالیای جنوبی واقع شده‌است.